# كين جونز
كين جونز (بالإنجليزية: Ken Jones)‏ (مواليد 2 يناير 1936) هو لاعب كرة قدم. يلعب مع منتخب ويلز لكرة القدم. سبق له أن لعب في كأس العالم لكرة القدم مع منتخب بلاده.

## روابط خارجية
- كين جونز على موقع قاعدة بيانات كرة القدم.إي يو (الإنجليزية)
- كين جونز على موقع عالم كرة القدم.نت (الإنجليزية)